# Valentine Road
Valentine Road je americký dokumentární film z roku 2013, který natočila Marta Cunningham podle vlastního scénáře. Snímek měl světovou premiéru na filmovém festivalu Sundance dne 19. ledna 2013.

## Natáčení
V roce 2008 si Marta Cunningham přečetla článek od Southern Poverty Law Center o vraždě Lawrence Kinga, 15letého gaye. Přímo ve třídě ho zastřelil jeho 14letý spolužák Brandon McInerney.
Cunningham se usadila ve městě Oxnard a strávila pět let budováním důvěry s místní komunitou a nashromážděním více než 350 hodin záznamu. Výsledkem byl 89minutový dokument doplněný o články z novin, archivní televizní záběry, záznamy bezpečnostních kamer a ilustrací ze soudní síně.
HBO odvysílala dokument na začátku své podzimní sezóny 2013.

## Ocenění
- Cena Emmy: nominace v kategoriích Nejlepší dokument a Nejlepší dlouhý příběh